# جون اشلي
جون اشلي (بالإنجليزية: John Ashley)‏ (و. 1934 – 1997 م) هو ممثل، مغن، منتج أفلام من الولايات المتحدة الأمريكية ولد في كانزاس سيتي، ميزوري.

## روابط خارجية
- جون اشلي على موقع IMDb (الإنجليزية)
- جون اشلي على موقع ألو سيني (الفرنسية)
- جون اشلي على موقع ميوزك برينز (الإنجليزية)
- جون اشلي على موقع أول موفي (الإنجليزية)
- جون اشلي على موقع قاعدة بيانات الأفلام السويدية (السويدية)
- جون اشلي على موقع إن إن دي بي (الإنجليزية)
- جون اشلي على موقع ديسكوغز (الإنجليزية)
- جون اشلي على موقع قاعدة بيانات الفيلم (الإنجليزية)
- جون اشلي على موقع كينوبويسك (الروسية)